# Eretris encycla
Eretris encycla är en fjärilsart som beskrevs av Felder 1867. Eretris encycla ingår i släktet Eretris och familjen praktfjärilar. Inga underarter finns listade i Catalogue of Life.